# L'Abbé C.
L'Abbé C. est un roman court de Georges Bataille, publié pour la première fois aux Éditions de Minuit en 1950, réédité en collection 10/18 et dans le tome III des Œuvres complètes de Georges Bataille, paru chez Gallimard en 1971. Il est accompagné dans ce volume de Madame Edwarda, Le Bleu du ciel, Le Petit,  L'Archangélique,  L'Impossible, La Scissiparité, L'Être indifférencié n'est rien. Il se trouve aussi dans l'édition complète des Romans et récits dans la Bibliothèque de la Pléiade, parue chez Gallimard en 2004.

## Le contexte
Écrit à un moment où Bataille se trouvait violemment contesté par son entourage pour ses idées politiques, ce roman, considéré comme érotique et mystique, est aussi un roman politique. Bataille le publie après les années  pendant lesquelles il a été accusé, entre autres, de fascisme. Pendant cette période qui commence en 1933, avec la publication d'un de ses textes les plus  contestés, La Notion de dépense, certains de ses proches amis s'écartent de lui. Mais c'est surtout à partir de 1936/1937 que Michel Leiris, Roger Caillois, Pierre Klossowski, Raymond Queneau prennent leurs distances,.
En particulier Klossowski rejoint le jugement de certains critiques qui voient Bataille « pathologiquement engagé comme le fut Sade, la révolution ne l'intéressant qu'à travers le jeu des passions ». Bataille est  également accusé de Sur-fascisme par André Breton  parce qu'il a appelé à la mobilisation ouvrière en dehors de l'appareil communiste. Les surréalistes se montrent encore plus agressifs en accusant Bataille de surfascisme souvarinien,, alors qu'il est parmi les premiers à avoir dénoncé le fascisme, et à l'avoir pensé.
On l'accuse encore d'être « détraqué sexuellement », « libidineux », voire intellectuellement pervers.
Le texte a donné lieu à de nombreuses spéculations, notamment de la part de Pierre Klossowski : « Georges Bataille a ceci de commun avec Sade que chez lui la pornographie est une forme de la lutte de l'esprit contre la chair »,, ou Maurice Nadeau : « les goûts pervers et sacrilèges, une éthique sadienne du mal. » À sa sortie, le livre est surtout vivement critiqué par les communistes, et attaqué par la revue Les Lettres françaises, qui reproche au roman de faire l'apologie du délateur, cet abbé qui « trahit ses compagnons d'armes ». Pour contrer cette polémique, Jérôme Lindon, le directeur des Éditions de Minuit, intente un procès qu'il gagne en juillet 1951. De fait, la communauté dessinée par Bataille passe par l'érotisme et la mort, la dépense, s'affiche comme communielle, s'opposant ainsi aux valeurs défendues par le communisme (le travail, le sens de l'Histoire, la fraternité).
Comme pour Histoire de l'œil ou Le Bleu du ciel, Bataille a écrit ce roman dans une période de crise intense, ainsi qu'il l'indique dans une lettre à Georges Lambrichs : « L'Abbé C. arrivera dans quelques jours [...] Je dois le reconnaître : je ne suis sorti que depuis peu d'une dépression nerveuse exceptionnelle. » Dépression de l'auteur que l'on retrouve chez les personnages, l'éditeur, Charles et l'abbé Robert.

## La genèse du texte
On peut dire que L'Abbé C. est le premier roman de Bataille, du moins dans la mesure où Le Bleu du ciel, écrit en 1935 ne sera publié qu'en 1957 ; Bataille tenait d'ailleurs beaucoup à cette mention de « roman », qui figure dans l'édition originale sur la couverture, en sous-titre. C'est dès août 1944 qu'il commence à imaginer cette histoire autour d'un personnage de prêtre, qu'il intitule d'abord Costume d'un curé mort, dans un genre mêlant à la fois le roman noir et le roman libertin, du genre des « histoires lestes, macabres et sacerdotales », selon les mots de Bataille - de fait, dans le récit de « l'éditeur » qui ouvre L'Abbé C., il est écrit : « c'était sale, comique, et jamais je n'avais rien lu qui me donnât plus de malaise ». Bataille mettra longtemps avant de boucler son roman, car dans ces années 1947-1949, il est également pris par d'autres projets : l'écriture de La Part maudite et Théorie de la religion (dont on trouve des échos dans ce récit d'une « religion romancée », selon l'expression de Jean-François Louette), sans compter un nombre impressionnant d'articles pour la revue Critique ; malgré tout, du projet en cours de L'Abbé C. naît d'abord une nouvelle intitulée Éponine (éditée sous la forme d'une plaquette, Éditions de Minuit, 1949), reprise dans la « Deuxième partie » de L'Abbé C..
Selon Michel Surya, « il n'y a pas de récit qui n'emprunte plus ou moins à la vie de Bataille. » On peut ainsi se demander ce qui lie Bataille à la figure du prêtre. Au-delà de sa vocation religieuse de jeunesse et de son rôle de figurant en séminariste dans le film de Jean Renoir Partie de campagne (1936), selon Bataille, le prêtre et l'écrivain sont tous deux « rejetés du corps homogène et neutre de la société de la même façon que les excréments ». Mais surtout, il faut rappeler qu'à la suite de L'Expérience intérieure parue en 1943, le groupe surréaliste La Main à plume fit paraître un tract sous le titre Nom de Dieu ! (1er mai 1943), dans lequel Bataille était affublé du titre de « Monsieur le Curé », ou encore le « chanoine Bataille ». Jean-François Louette note que le roman peut ainsi apparaître comme une réponse aux surréalistes, « en assumant la figure du curé, mais pour en montrer la perversion propre à Bataille. Aussi l'évolution de l'abbé C. reproduit-elle exactement celle que Bataille lui-même avait connue : l'impiété, puis la conversion à la piété, enfin un retour à l'impiété, sous l'effet de la rencontre avec une femme “déréglée” ».
Par ailleurs, le texte de Bataille a des résonances avec la vie, la personne et les idées de son ancienne compagne Colette Peignot, et s'inspire notamment des violences sexuelles de « Monsieur l’Abbé chéri », ses « manœuvres louches » et caresses osées évoquées dans un court récit de Laure (nom de plume de Colette Peignot), Histoire d’une petite fille (édité hors-commerce en 1943). Le roman apparaît ainsi comme un hommage funèbre à Laure, « dès son titre, puisque “C.” est l'initiale sous laquelle M. Leiris désigne Colette Peignot : l'abbé C. est l'époux diabolique de Laure. » Roman du dédoublement, il met en scène, à travers la gémellité de Robert et Charles, la dualité entre le prêtre et le libertin ; et là aussi, la présence sous-jacente de Laure est manifeste, le texte de Bataille apportant comme une réponse assumée aux reproches que lui fit Laure, et qui rejoignent les critiques des surréalistes : « Et tu prétends te réclamer de Sade ! Cela ne me mènera jamais à la sacristie, les histoires de famille et le ménage. Tu te réclames en effet des curés catholiques. Au lieu d'un libertinage qui pourrait être une sorte de mouvement puissant et heureux même sans le Crime tu veux qu'il y ait un fond amer entre nous. Tu me présentes une apparence de gosse qui sort du confessionnal et va y retourner. - Une apparence de prêtre à cochonneries. » De plus, William Blake, sous les auspices duquel l'épigraphe place le texte, était un des auteurs fétiches de Laure.

## Le texte
En exergue de son récit, dont l'histoire apparaît comme une variation sur Le Mariage du Ciel et de l'Enfer, Bataille place en effet une citation de Blake, auquel il a consacré deux articles dans la revue Critique (en septembre-novembre 1948 et mars 1949), d'où il tire en 1957 un chapitre de La Littérature et le Mal. Il s'agit d'un quatrain qui met l'accent sur un thème qui lui est cher, la culpabilité du créateur ou de l'auteur : « Je déshonore à ce moment ma poésie, je méprise ma peinture, / Je dégrade ma personne et je punis mon caractère, / Et la plume est ma terreur, le crayon ma honte, / J'enterre mes talents et ma gloire est morte. »
L'intrigue de L'Abbé C. est basée sur trois personnages : Charles C., son frère abbé prénommé Robert, et Éponine. Le premier est un débauché qui recherche l'excès de plaisir, le deuxième, l'Abbé C., joue avec le refus du plaisir et les provocations d'Éponine (qui va jusqu'à coucher avec un boucher au milieu des viandes). L'exaltation physique de Charles devient exaltation mentale chez l'Abbé C. qui se complaît dans l'ordure et disparaît avec deux putains, avant d'être arrêté par les Allemands et torturé. Charles apprend trop tard que son frère, sous la torture, les a dénoncés, lui et Éponine, mais pas le groupe de résistants avec lesquels il était en rapport. « J'ai joui de trahir ceux que j'aime », dit-il en une phrase qui peut faire écho à cet énoncé de Nietzsche cité par Bataille dans Sur Nietzsche : « Je voudrais faire mal à ceux que j'éclaire. ».
De fait, le thème de la trahison est au centre du roman, dans une confusion, voire un effacement du dualisme entre Bien et Mal. Jean-François Louette commente ainsi cette expérience de la divinité dans la trahison : « L'abbé trahit le divin - mais il découvre le divin dans cette trahison. En contre-Christ, il meurt pour la perdition de son frère et de sa maîtresse qu'il trahit gratuitement. » Car en fait l'exemple vient de Dieu lui-même : « Dieu nous trahit ! », notre Robert dans « Le Journal de Chianine », et poursuit : « Avec une cruauté d'autant plus résolue que nous élevons vers lui nos prières ! Sa trahison exige d'être divinisée à ce point. Seule la trahison a l'excessive beauté de la mort. » Avec ce roman de la trahison, Bataille retrouve L'Anus solaire (1931) et son incipit : « Il est clair que le monde est purement parodique, c'est-à-dire que chaque chose qu'on regarde est la parodie d'une autre, ou encore la même chose sous une forme décevante » ; mais le thème de la trahison se retrouve aussi dans tout le cycle de Dianus (Le Coupable, La Haine de la poésie), et dans son essai sur L'Érotisme (1957), Bataille ira jusqu'à écrire que « la vérité de l'érotisme est trahison ».
Comme dans L'Impossible et Madame Edwarda, le personnage central est un débauché. Comme le prélat de Dianus qui a deux maîtresses nommées B. et E., l'Abbé C., renommé Robert C. par l'auteur, est un prélat présenté comme « ercu », inversion du curé. Comme dans L'Impossible, Charles C., frère de l'abbé, a deux maîtresses, mais il y a chez l'Abbé C. une volonté de mal étrangère à Dianus. L'enjeu, pour Robert C., est d'être Dieu lui-même. Selon un schéma comparable à celui de Madame Edwarda, le personnage est poussé à la débauche et va jusqu'au bout de l'horreur et de l'abjection.
Ce roman polyphonique présente une structure complexe, qui peut désorienter le lecteur, et se décompose ainsi : « Récit de l'éditeur », « Récit de Charles C. », « Épilogue du récit de Charles C. », « Notes de l'Abbé C. » (comprenant un « Avant-propos de Charles C. », « Le journal de Chianine », « La conscience ») et « Suite du récit de l'éditeur ».
Comme dans tous les romans et récits de Bataille, le jeu et les relations des personnages renvoient à la « polarité humaine » fondée sur l'opposition entre homogène et hétérogène. Mme Hanusse, en tant que femme d'argent, l'abbé Robert au début du roman, quand il est un mondain, le médecin de famille appartiennent à l'homogène ; la chute de Robert le place aux côtés de Charles le libertin, des filles de mauvaise vie et du boucher, qui se situent du côté de l'hétérogène bas. Allusion romanesque à son concept de « souveraineté », Bataille attribue à ses personnages des prénoms de rois de France : Charles, Robert, Henri, mais, précise Jean-François Louette, « ces êtres souverains sont tous des misérables : ainsi de l'abbé Robert, aux yeux de la morale courante, laquelle applique ce mot à un prêtre qui défroque ou fornique, aussi bien qu'à des prostituées comme Rosie et Raymonde. » Quant à Charles, il dit lui-même avoir « le sentiment entre ces filles gaies d'être misérable », et l'élégant prénom « Éponine », outre qu'il renvoie à une héroïne gauloise, Éponine de Langres, fait évidemment écho à celui de l'aînée des deux filles du couple des Thénardier dans Les Misérables de Victor Hugo. Le titre lui-même du texte de Bataille renvoie à la société secrète à laquelle appartient Marius dans le roman de Hugo, « Les Amis de l'ABC », calembour que Hugo explique ainsi : « L'Abaissé, c'était le peuple. On voulait le relever. » Mais chez Bataille, il ne s'agit pas de relever le peuple, mais plutôt à travers l'abaissement de Robert d'une chute misérable dans l'abjection, à l'opposé de tout mouvement idéaliste ou élévation « icarienne » : « Étant prêtre, il lui fut aisé de devenir le monstre qu'il était. Même il n'eut pas d'autre issue », écrit Bataille dans « Le Journal de Chianine ». En passant de sa nouvelle à son roman, Bataille a décidé de faire de Charles et Robert des frères jumeaux, éliminant au passage le personnage de la sœur de l'abbé, qui se prénommait Marie. À la lumière de ce thème de la gémellité, Jean-François Louette fait le commentaire suivant : « Il est tentant de créer une espèce de paradigme : après le récit placé sous le signe du père à outrager (Histoire de l'œil ), avant le roman de la mère (Ma mère), prendrait place, dans l'œuvre narrative de Bataille, un cycle des frères ou des jumeaux. »
D'ailleurs, ce récit est à rapprocher d'un autre, tout aussi énigmatique, également fondé sur la question du dédoublement : La Scissiparité, 
paru un an avant L'Abbé C. chez Gallimard (dans « Les Cahiers de la Pléiade », 1949), et passé quasiment inaperçu ; lequel raconte la découverte par deux amants du « dédoublement » d'un de leurs amis, Monsignor Alpha, prélat romain, en un prélat nommé Bêta. Le plus « scientifique » des récits de Bataille (dont le titre renvoie à la reproduction asexuée des organismes primaires ou unicellulaires) est à rapprocher de certains de ses textes théoriques, et révèle à quel point la réflexion sur la singularité biologique et le dédoublement cellulaire, « amorcée à partir de 1937, semble littéralement obséder l'écrivain. »
Alors que plusieurs autres récits de Bataille ont été illustrés par certains de ses amis artistes, André Masson, Jean Fautrier, Hans Bellmer, dans des éditions de son vivant (Histoire de l'œil, Madame Edwarda), ou posthumes (Le Mort), concernant L'Abbé C., aucune édition n'est accompagnée d'illustrations, même si André Masson réalisa des dessins qui n'ont jamais été publiés, à l'époque où Bataille était encore dans l'écriture de ce roman, dans les années 1947-1949 ; puis Pierre Klossowski a également réalisé un dessin, inspiré par ce texte et daté de 1957.

## Les interprétations et les influences
L'Abbé C. est un ouvrage aux nombreuses références ou allusions, à partir duquel on a établi de multiples parallèles, bien qu'il « n'y ait jamais lieu de comparer ou de mesurer ensemble deux pensées, comparer ou mesurer a, en l'occurrence, la signification de la négation de toute pensée. »
Certains exégètes de l'œuvre la mettent en parallèle avec la pensée de Nietzsche et le rire de Zarathoustra en se plaçant du point de vue de « l'extrême du mal » que représente l'Abbé C.. Le personnage de Chianine, qui revendique sa divinité, apparaît comme l'héritier du fou qui vient annoncer la mort de Dieu dans Le Gai Savoir ; selon Jean-François Louette, « il assume en toutes les parties de son être la divinité de l'homme ». La perversion, le sacrilège et l'érotisme poussent aussi à « l'inévitable comparaison avec Sade » si l'on rattache cet ouvrage à La Littérature et le Mal, ensemble d'articles que Bataille a compilés quelques années plus tard.
Jean-Louis Cornille le rapproche de La Dame de pique, nouvelle fantastique de Pouchkine qui met en scène deux frères, dont l'un, religieux, se prénomme également Robert. Selon lui, Bataille a fait « un usage [...] délibéré de La Dame de pique ». Ce même parallèle est fait par Francis Marmande qui voit dans ce texte « une des grandes figures Donjuanesques de Bataille. » Denis Hollier montre aussi comment le roman reprend le mythe de Don Juan cher à Bataille, en donnant au Commandeur une double figure : celle de la Gestapo, que l'abbé refuse de reconnaître, et celle des travailleurs, qui représenteraient le « Commandeur prolétarien ».
L'abbé Robert C. est peut-être aussi une allusion au traître Robert Alesch qui a été fusillé en 1949 pour avoir dénoncé un réseau de résistants dont Samuel Beckett faisait partie, à la différence qu'il ne dénonce pas les résistants, mais uniquement ceux qu'il aime, trahissant Éponine et son frère. Dans une autre lettre à Georges Lambrichs, Bataille se défend « d'avoir traité des problèmes de la résistance et d'avoir fait l'apologie de la délation ; il se défend enfin d'avoir connu l'existence d'un abbé qui eût pu servir de modèle à Robert C. ». Par contre, il est très probable que le choix du prénom Robert fasse référence à Robert Desnos, ami de Masson, puis de Bataille, qui, résistant sous l'Occupation, fut donné par un traître et arrêté par la Gestapo (comme Robert, l'abbé, dans le roman), déporté, et mourut en 1945 dans le camp de concentration de Theresienstadt. Cette idée de trahison joue un rôle essentiel dans le roman, et renvoie aussi à la geste médiévale. En effet, dans un poème de son recueil Sans cou (1934), Robert Desnos rapporte lui-même son prénom à Robert le Diable, et Bataille, médiéviste de formation et grand amateur de la littérature du Moyen Âge, ne pouvait ignorer le récit anonyme du XIIIe siècle, qui rapporte la légende de Robert le Diable, un homme voué au diable parce que sa mère, stérile, a dû invoquer le diable pour le concevoir. À propos de cette référence fort probable, Jean-François Louette fait le commentaire suivant : « alors que Robert le Diable raconte une conversion du Mal au Bien, dans L'Abbé C., Robert connaît une évolution inverse, ou plutôt prend conscience de l'ambiguïté constitutive du sacré. » Il recense aussi plusieurs éléments communs dans le destin de ces deux « Robert », même si par contre, il n'y a aucune expiation dans le roman, l'abbé Robert, chez Bataille, ne se dérobant pas au plaisir charnel.
Dans son article « Georges Bataille, un rat de bibliothèque », et dans son essai Bataille conservateur, Jean-Louis Cornille, qui analyse les emprunts et influences de Bataille à la façon d'un véritable « potlatch intellectuel », donne une autre interprétation de L'Abbé C.. Il y voit notamment des allusions à Rimbaud : « ce sont surtout les textes scatologiques de Rimbaud auxquels il sera fait allusion. » Mais Bataille se serait surtout inspiré du roman écossais de James Hogg, The Private Memoirs and Confessions of a Justified Sinner (1824), qu'il avait lu et commenté dans un article élogieux, intitulé « Un roman monstrueux » (Critique, juin 1949), quelques mois avant la publication de son récit, et auquel il emprunte, à la manière d'un remarquable plagiat, « la troublante histoire de deux frères – l’un s’appelant Robert, l’autre se prénommant Georges »,. Le rapport entre les deux livres est d'abord fait par Bernd Mattheus en 1990, dans sa postface à l'édition allemande de L'Abbé C., puis par Francis Marmande, avant que Jean-Louis Cornille ne développe aussi ce rapprochement : Bataille emprunte au « personnage faussement dévot du roman de James Hogg le prénom de son abbé, Robert C. » ; mais au-delà de ce constat nominatif, on retrouve dans ces troublantes histoires le même dédoublement monstrueux, conduisant jusqu'au crime, la même confusion des identités des personnages et une narration à la fois énigmatique et polyphonique.
Dans son article consacré au livre de Hogg, au-delà d'une simple satire du puritanisme, Bataille considère avant tout la figure monstrueuse du personnage de Robert, et voit dans ce livre « la peinture, pratiquement fidèle, d'une authentique folie », faisant « entrer dans une région de la vie étrange et inexplorée ». Le même « sentiment d'étrangeté » règne dans son propre récit. En effet les deux œuvres mettent en scène deux frères qui se déchirent (jumeaux dans le cas du récit de Bataille), dont l'un est prêtre chez Bataille, un dévot destiné aux ordres chez Hogg, leur antagonisme grandissant jusqu'à l'horreur, et conduisant à la trahison (dans le récit de Bataille) ou au crime (dans le récit de Hogg) : deux illustrations de la monstruosité et de la folie inhérente à la figure du double. Par ailleurs, d'un point de vue formel, les deux ouvrages ont une structure narrative polyphonique, usant du procédé de mise en abîme de récits s'emboîtant les uns dans les autres, avec la découverte et l'édition (fictive) du journal d'un mort. Le roman de Hogg se compose à partir de trois voix : le récit d'un chroniqueur - auquel correspond dans L'Abbé C. le récit de Charles - ; les mémoires et la confession du pécheur justifié, Robert - à quoi répond « Le Journal de Chianine », le double noir de Robert - ; un épilogue rédigé un siècle plus tard et indiquant les circonstances de la découverte de ces mémoires, avec une lettre de l'auteur lui-même - dans L'Abbé C., c'est le récit de l'éditeur, qui encadre le roman. De plus, les deux textes, au terme d'un cheminement vers la mort, se terminent par une confession déchirante et pleine de désespoir, à l'orée de la mort - comme « hors du monde », dans une « obstination à vivre à l'extrémité des limites humaines » : l'Abbé C., arrêté par les Allemands, mourant à la suite des tortures subies ; Robert (dans le roman de Hogg), sur le point d'être capturé, finissant par se suicider. Michel Surya reconnaît également les nombreuses analogies entre les livres de Bataille et Hogg, « la moindre étant le nom du protagoniste principal, Robert » : « même dédoublement, même dévotion portée jusqu'à la monstruosité indéfendable, mêmes jeux de l'interdit et de sa transgression jusqu'au crime, même solitude à ce point endurcie et noire qu'elle en devient divine... »
L'Abbé C. invite ainsi à un vertigineux exercice de lecture si l'on considère que « sous L’Abbé C., [...] il y a le roman de Hogg ; il y a aussi Histoire de rats, qui en annonçait la couleur. Et sous Histoire de rats, il y avait Kafka. »,
L'influence du roman noir, qui intéresse Bataille depuis les années 1920, déborde la seule référence, évidente, à James Hogg, mais également à Sade, avec le mélange du genre noir et du genre libertin, Bataille utilisant l'érotisme à des fins subversives, anticléricales. Dans L'Abbé C. se multiplient les spectres, qui sont aussi des monstres ou des démons, le roman se déroulant, pour reprendre une expression du « Journal de Chianine », dans une atmosphère de « délire spectral ». Le thème du dédoublement de personnalité, qui se trouve aussi dans Le Moine de Matthew Gregory Lewis (paru en 1931 dans la traduction de Antonin Artaud), est également un topos du genre.